# Abenteuer auf der Schäferinsel
Abenteuer auf der Schäferinsel ist ein britisch-kanadischer Spielfilm von Rodney Gibbons von 1998, der im Jahre 2003 in Deutschland veröffentlicht wurde. Das Drehbuch hierzu verfassten Sharon Buckingham und Harry Alan Towers. James Cromwell spielt eine der Hauptrollen, einen alten feindseligen, verbitterten Schäfer, der durch seinen 13-jährigen Enkel dazu gebracht wird, eigenes Unrecht einzugestehen.

## Handlung
Nach dem tödlichen Autounfall seiner Eltern in Amerika wird David auf die britische Insel Man zu seinem Großvater Adam McAdam geschickt, der ihn nur widerwillig aufnimmt. Mit allen Nachbarn zerstritten, hat der alte Schäfer nur die Freundschaft zu seinem Border Collie Zac. David freundet sich mit dem gleichaltrigen Nachbarsmädchen Maggie an. Doch Großvater McAdam verbietet ihm den Umgang, denn mit Maggies Vater Keith Moore besteht eine besonders langjährige Fehde. Die Schafzüchter in der Umgebung haben Zac im Verdacht, ihre Schafe zu reißen, wogegen sich McAdam wehrt. Dabei entdeckt er des Öfteren selbst Blutspuren an Zacs Hundeschnauze nach dessen Streifzügen, aber er will die Vergehen seines Hundes einfach nicht eingestehen.
Als wieder einmal ein totes Lamm von den Schäfern des Dorfes auf der Weide entdeckt wird, ist Owd Bob, der Hütehund der Moores, gerade dabei, den Kadaver zu beschnüffeln, und wird darum für den Übeltäter gehalten. Doch David weiß es besser. Er sah von einem Aussichtsturm, dass Zac das Tier tötete. Der Teenager nimmt Bob in Schutz und rettet ihn damit vor der Erschießung. Anschließend schaut er seinem Großvater, der sich zu den Männern gesellt hatte, lange in die Augen und erwartet ein Geständnis. McAdam kostet es große Überwindung seinen Hund Zac als den wahren Schurken zu präsentieren. Anschließend erschießt er Zac und so hat das Morden endlich ein Ende.

## Hintergrundinformationen

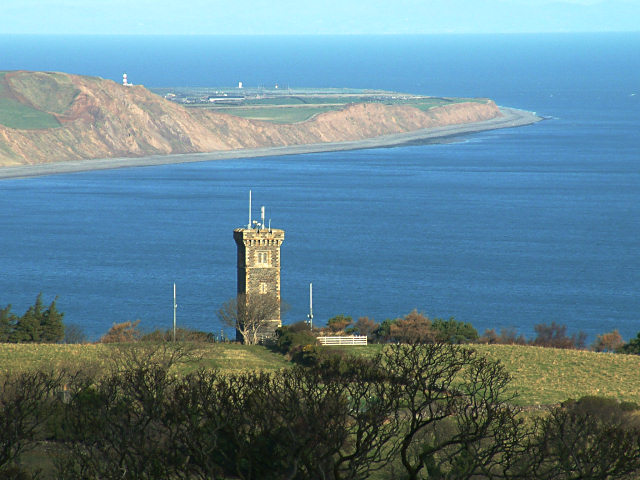
Albert Tower auf Isle of Man

Der Film wurde an Originalschauplätzen auf der britischen Insel  Isle of Man gedreht. Für eine Szene diente der 14 Meter hohe Albert Tower nahe der Stadt Ramsey als Kulisse.
Der Film ist in Deutschland seit dem 1. September 2003 auf DVD erhältlich. Für das deutsche Fernsehen wird teilweise der abweichende Titel David und das Gesetz der Insel verwendet.
Die Geschichte des Films basiert auf dem Kinderbuch Bob, Son of Battle des englischen Autors Alfred Ollivant, das im Jahre 1898 erschien. Abenteuer auf der Schäferinsel ist nach 1924, 1938 und 1947 bereits die vierte Verfilmung.